# Hemiparesia
La hemiparesia se refiere a la disminución de la fuerza motora o parálisis parcial que afecta un brazo y una pierna del mismo lado del cuerpo. Es la consecuencia de una lesión cerebral, normalmente producida por una falta de oxígeno en el cerebro (hipoxia) y es a su vez una variante de la parálisis cerebral de menor gravedad que la hemiplejía. Técnicamente la hemiparesia es una disminución del movimiento sin llegar a la parálisis. Cuando se afecta el rostro y la cabeza la debilidad motora puede o no ser fácilmente evidente.
Cabe mencionar que la parálisis cerebral es una de las mayores causales de discapacidad infantil.

## Etiología
La causa más común son los accidentes cerebrovasculares. Otras posibles causas incluyen lesiones en el cerebro, tronco cerebral, cerebelo o médula espinal, pero nunca es debida a lesiones del sistema nervioso periférico. De manera que se afecta el sistema piramidal, que es el tracto nervioso que va desde la corteza cerebral hasta la médula espinal.
Se ha documentado una asociación con la enfermedad celíaca no tratada y mejoría tras la retirada del gluten de la dieta. Los trastornos neurológicos pueden ser la única manifestación de una sensibilidad al gluten, en ausencia de síntomas digestivos o de otro tipo.

## Diagnóstico diferencial
La hemiparesia se distingue de la hemiplejía en que en la hemiplejía hay inmovilidad en vez de simplemente debilidad. En la hemiparesia, los reflejos osteotendinosos se encuentran asimétricos, el signo de Babinski suele ser unilateral y con leve o notorio déficit de la fuerza muscular.

## Tratamiento
Una de las posibles vías para el tratamiento de la hemiparesia es el Concepto Bobath por medio de fisioterapia y de terapia ocupacional.